# آنتونینو فا دی برونو
آنتونینو فا دی برونو (ایتالیایی: Antonino Faà di Bruno؛ ‏ ۱۵ دسامبر ۱۹۱۰ – ۲ مهٔ ۱۹۸۱) بازیگر اهل ایتالیا بود. وی بین سال‌های ۱۹۶۴ تا ۱۹۸۰ میلادی فعالیت می‌کرد.
از فیلم‌هایی که وی در آن نقش داشته‌است، می‌توان به تقدیم به مادر عزیزم در زادروزش، آوانتی!، آمارکورد، اسمش را آندره‌آ می‌گذاریم، خوکدانی، عشق و ژیمناستیک، اسبان سپید تابستان، دخترک سرباز در مانورهای بزرگ نظامی، بابی دیرفیلد، دخترک سرباز در مانورهای بزرگ نظامی، قرار ملاقات و مرد خانواده اشاره کرد.

## مرگ
او به دنبال عوارض ناشی از ضربه مغزی که پس از برخورد با اتوبوس متحمل شد، درگذشت.